# Фуртадо, Нелли
Нелли Ким Фуртадо (англ. Nelly Kim Furtado; род. 2 декабря 1978, Виктория, Британская Колумбия, Канада) — канадская певица, автор песен, музыкальный продюсер и актриса, обладательница премии «Грэмми». Её пластинки и синглы разошлись по миру общим тиражом свыше 40 миллионов экземпляров.

## Биография
Родители певицы — Мария и Антонио Фуртадо — португальцы, прибывшие в Канаду с Азорских островов. Они принадлежали к рабочему классу. Фуртадо получила своё имя в честь знаменитой советской гимнастки Нелли Ким.
Приняла участие в своём первом серьёзном шоу в 2001 году. Нелли выросла в Канаде в городе Виктория, столице канадской провинции Британская Колумбия (англ. British Columbia), основанном одними из первых канадских поселенцев.

### Музыкальная карьера
Начало карьеры певицы состоялось в 1996—1998 годах, тогда ещё никому не известная исполнительница сколотила группу, дав ей незамысловатое название «Nelstar», тем самым показав свои серьёзные амбиции и намерения. Нелли выпустила с десяток песен, на одну из которых был снят клип. В 1999 году судьба закинула её в крупнейший клуб Торонто «Lee’s Palace», где канадская дива и познакомилась со своим менеджером. Она работает с ним до сих пор и до сих пор очень успешно.
Вместе с продюсерами Eaton и West в 2000 году выпустила свой дебютный альбом Whoa, Nelly!, номинированный на «Грэмми» в категории «Лучший вокальный поп-альбом». Сингл «I’m like a Bird» стал одним из самых успешных в 2001 году, достигнув первой строчки хит-парадов Канады, второй строчки в Австралии и Новой Зеландии, пятой в Великобритании и девятой в Соединённых Штатах. Песня была номинирована на «Грэмми» в номинациях «Песня года» и «Лучший женский поп-вокал» и выиграла в последней. А сама певица номинирована в категории «Лучший новый исполнитель». Она также победила в категории «Песня года» премии Juno Award. Следующими успешными синглами стали «Turn Off the Light» и «…On the Radio (Remember the Days)». Ещё до выхода альбома «Party’s Just Begun (Again)» вышла в качестве сингла в США. Она также стала саундтреком к фильму «Разрушенный дворец». Позже лейбл певицы решил немного изменить эту песню и в конечном итоге включил её в альбом Whoa Nelly под названием «Party». Ещё одним синглом для Мексики и Южной Америки стала песня «Trynna Finda Way» и «Hey, Man!» для Великобритании и Германии.
Альбом провел семьдесят восемь недель в Billboard 200, а также получил дважды платиновый статус в США в январе 2002 года. В том же году Нелли совершила свой первый мировой тур под названием «Burn in the Spotlight».

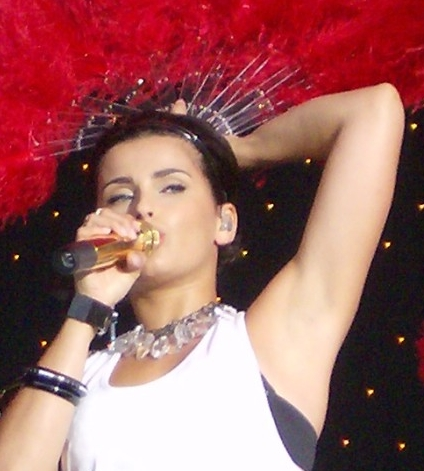
2008 год

В ноябре 2003 года появился альбом Folklore. Название своего альбома канадская певица объяснила так: «Фольклор в моём понимании — это что-то волшебное, таинственное. Некая вера в собственные корни. У каждого человека есть свой фольклор — мрачный ли, весёлый ли». Folklore не удалось повторить успеха Whoa, Nelly!, и Нелли Фуртадо предпочла на некоторое время скрыться с глаз публики. В середине 2005 года появились новости, что Нелли активно работает над своим новым альбомом, получившим название Loose. Работа над альбомом проходила в самых разных частях света, от Бразилии до Лос-Анджелеса. Выход пластинки состоялся в 2006 году. 
В 2009 году вышел новый альбом певицы под названием «Mi Plan», в который вошли песни на испанском языке. Продюсером альбома в первую очередь стала сама певица, при участии James Bryan, Lester Mendez, Salaam Remi, The Demolition Crew, Julieta Venegas и Brian West. Первым синглом пластинки стала песня «Manos Al Aire» («Hands in the Air»), затем «Más», «Bajo otra luz». Альбом достиг первого места в латинском чарте Billboard USA, а также получил платину Ассоциации звукозаписывающей индустрии Америки (RIAA). В 2010 году альбом был признан лучшим альбомом года по результатам премии Latin Grammy Awards.
В том же году в качестве приложения вышел альбом с ремиксами «Mi Plan (Remixes)», включающий новую версию песни «Fuerte», которая стала следующим синглом. Также в 2010 году Нелли Фуртадо отправилась в свой тур по Латинской Америке в поддержку альбома «Mi Plan». В 2010 году Нелли записала песни с такими исполнителями как K’os, Tiesto, N.E.R.D, а также выпустила первые в своей карьере сборники хитов «The Best of Nelly Furtado» (стандартная и де-люкс версии), в которые вошли, помимо всех известных до этого хитов, три новые песни: «Night Is Young», «Girlfriend in the City» и «Stars».
В июле 2012 выступила в Юрмале в концертном зале «Дзинтари» в качестве специального гостя конкурса молодых исполнителей поп-музыки «Новая волна».

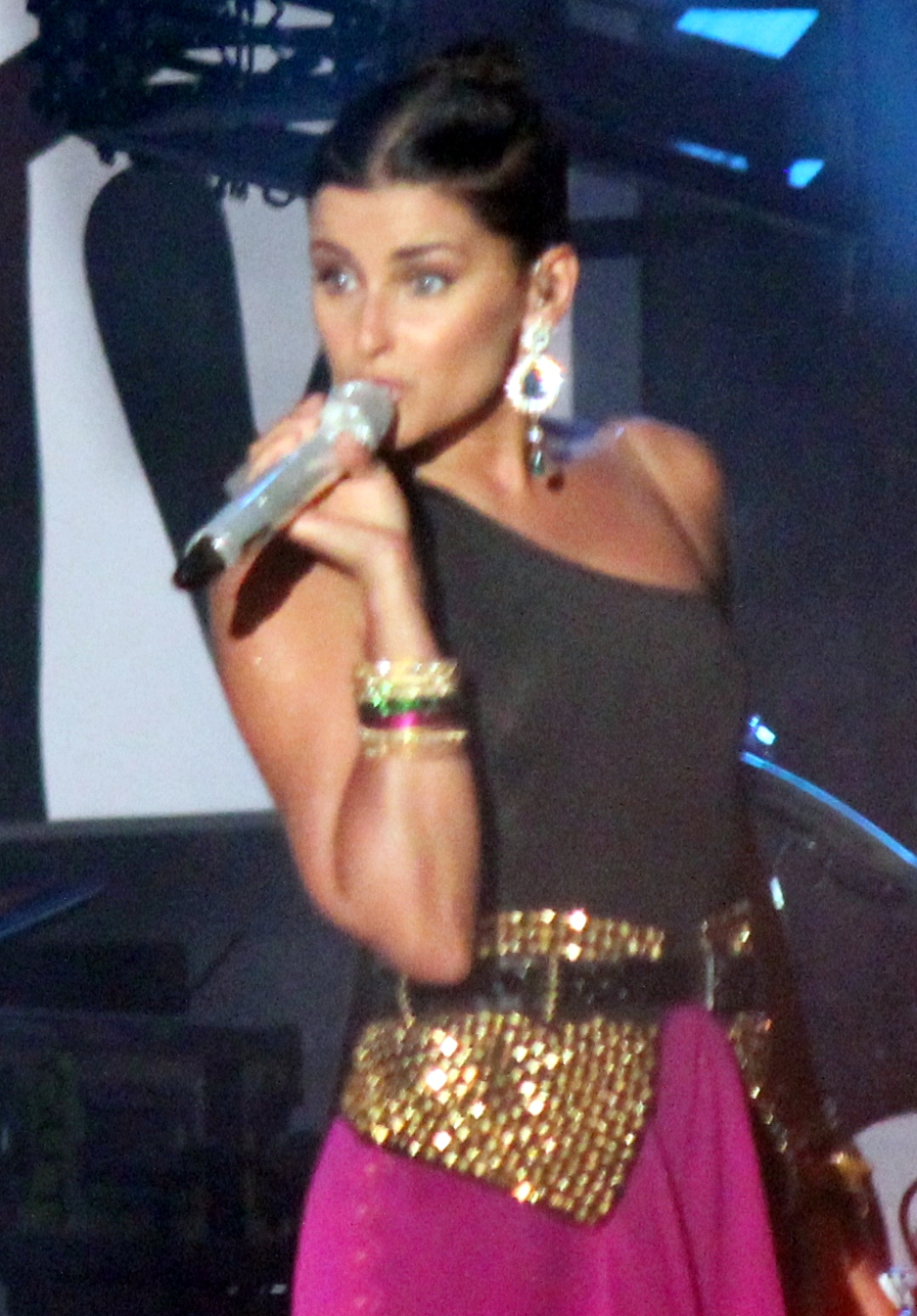
MTV Isle of Malta, 2012 год

В сентябре 2012 года мир увидел новое творение Нелли Фуртадо — альбом Spirit Indestructible. Пластинка собрала много лестных отзывов критиков, но в мировых чартах исполнительница чувствовала себя неуверенно, повторить ошеломительный успех Loose канадке с португальскими корнями не удалось. Первым и самым успешным синглом с альбома стала песня Big Hoops (Bigger the better). Сингл свет увидел в апреле и спустя месяц Нелли представила его в красочном выступлении на церемонии вручения наград Billboard Music Awards. В Бельгии композиция добралась и прочно обосновалась в главном чарте на пятом месте, в США на шестом месте в танцевальном чарте, а в родной Канаде песня смогла достигнуть лишь 28 позиции, но это не помешало на родине получить песне золотой сертификат по продажам. 14 декабря выходит четвёртый (второй успешный) сингл Нелли — композиция Waiting for the night. В США и Канаде трек по достоинству не оценили, зато Европа стояла на ушах. В России песня в течение нескольких недель уверенно занимала первое место в чарте Европы + и в течение нескольких месяцев не покидала его десятки. А уже в 2013 году Нелли была оценена по достоинству, когда посетила Польшу, где стала одной из приглашённых на церемонию вручения наград ESKA Music Awards. Фуртадо получила специальную награду за вклад в музыку. Пела на церемониях открытия и закрытия Олимпийских игр в Ванкувере.

### Личная жизнь
20 сентября 2003 года у Фуртадо родилась дочь Невис, названная в честь одного из островов Карибского архипелага, где она была зачата. Отец — музыкант Джаспер Гэхания. Пара встречалась около четырёх лет, но в 2005 году окончательно распалась. 19 июля 2008 года Фуртадо вышла замуж за кубинского звукорежиссёра Демасио Кастельона, с которым развелась летом 2016 года.

## Дискография

### Альбомы
- Nelstar`s Songs (1996—1998)
- Whoa, Nelly! (24 октября 2000)[9]
- Folklore (25 ноября 2003)
- Loose (20 июня 2006)
- Mi Plan (15 сентября 2009)
- Mi Plan Remixes (25 октября 2010)
- The Best Of Nelly Furtado (15 ноября 2010)
- The Spirit Indestructible (18 сентября 2012)
- The Ride (31 марта 2017)
- 7 (20 сентября 2024)

### Самые успешные синглы
- «I’m Like a Bird» (2000)
- «Turn Off the Light» (2001)
- «Try» (2004)
- «Força» (официальная песня Чемпионата Европы по футболу 2004 года в Португалии) (2004)
- «Maneater» (2006)
- «Promiscuous» (при участии Тимбалэнда) (2006)
- «Say It Right» (2006)
- «All Good Things (Come to an End)» (2006)
- «Give It to Me» (при участии Тимбалэнда и Джастина Тимберлейка) (2007)
- «Broken Strings» (при участии Джеймса Моррисона) (2008)
- «Manos al Aire» (2009)
- «Night Is Young» (2010)
- «Big Hoops» («Bigger the Better») (2012)
- «Waiting For The Night» (2012)

## Фильмография
- 2007 — «C.S.I.: Место преступления Нью-Йорк» (телесериал) — Some Buried Bones, эпизод #3.15 — Ава Брандт
- 2008 — «Макс Пейн» — Криста Балдер
- 2010 — «Хоккейный мюзикл»